# Vilhelm Grefberg
Vilhelm Grefberg, född 17 november 1842 i Pernå, död 4 mars 1886 i Helsingfors, var en finlandssvensk läkare och folkbildare.
Grefberg blev medicinsk och kirurgisk doktor 1880. Under studenttiden reste han omkring i Svenskfinland och höll föredrag för allmogen. Mellan 1865 och 1870 redigerade han tidningen Folkwännen. År stiftade han även Svenska folkskolans vänner, och var dess ordförande fram till sin död. Han var även verksam inom Helsingfors svenska teatervärld. Innan sin död bildade han den svenska kommunala partiorganisationen i Helsingfors.